# سیارک ۲۲۲۹۱
سیارک ۲۲۲۹۱ (به انگلیسی: 22291 Heitifer، نامگذاری:1989CH5) بیست و دو هزار و دویست و نود و یکمین سیارک کشف شده‌است که در ۲ فوریه ۱۹۸۹ کشف شد.
قدر مطلق سیارک برابر ۱۲٫۸۰ است.